# Carmine Galante
Camillo Carmine Galante (pronunciación en italiano: /ˈkarmine ɡaˈlante/; 21 de febrero de 1910 - 12 de julio de 1979) fue un mafioso estadounidense. Rara vez se veía a Galante sin un cigarro colgando de la boca, lo que le valió el apodo de "El Cigarro" y "Lilo" (término siciliano para cigarro). Galante tuvo una larga carrera en el crimen organizado y ascendió a jefe en funciones (no oficial) de la familia criminal Bonanno. Fue Asesinado en 1979 mientras cenaba en un restaurante.

## Biografía

### Antecedentes
Carmine Galante nació el 21 de febrero de 1910 en un edificio de viviendas del barrio de Harlem del Este de Manhattan. Sus padres, Vincenzo "James" Galante y Vincenza Russo, habían emigrado de Castellammare del Golfo, Sicilia, a Nueva York en 1906, donde Vincenzo era pescador.
Carmine Galante tenía dos hermanos, Samuel y Peter Galante, y dos hermanas, Josephine y Angelina Galante. El 10 de febrero de 1945, Galante se casó con Helen Marulli, con quien tuvo tres hijos; James Galante (no Jimmy Galante antiguo propietario de Danbury Thrashers), Camille Galante, y Angela Galante. Durante los últimos 20 años de su vida, Carmine Galante vivió con Ann Acquavella; la pareja tuvo dos hijos juntos. Era tío del capo de la familia criminal Bonanno James Carmine Galante.
Mientras estuvo en prisión en 1931, los médicos diagnosticaron que Galante tenía una personalidad psicopática.
Galante era propietario de la Rosina Costume Company en Brooklyn, Nueva York y estaba asociado con la Abco Vending Company de West New York, Nueva Jersey.

### Primeros años
A los 10 años, Galante fue enviado al reformatorio debido a sus actividades delictivas. Pronto formó una pandilla juvenil en el Lower East Side de Nueva York. A los 15 años, Galante había abandonado el séptimo curso. De adolescente, se convirtió en asociado de la Mafia durante la época de la Ley Seca, llegando a ser uno de los principales ejecutores de la Mafia a finales de la década. Durante este período, Galante también trabajó como clasificador de pescado y en una tienda de flores artificiales. El 12 de diciembre de 1925, Galante, de 15 años de edad, se declaró culpable de agresión. El 22 de diciembre de 1926, Galante fue sentenciado a al menos dos años y medio en una prisión estatal.
En agosto de 1930, Galante fue arrestado por el asesinato del oficial de policía Walter DeCastilla durante un robo de nóminas. Sin embargo, nunca fue acusado. También en 1930, el oficial del Departamento de Policía de Nueva York (NYPD) Joseph Meenahan sorprendió a Galante y a otros miembros de la banda intentando secuestrar un camión en Williamsburg, Brooklyn. En el tiroteo que siguió, Galante hirió a Meenahan y a un transeúnte de seis años, ambos sobrevivieron. El 8 de febrero de 1931, tras declararse culpable de intento de robo, Galante fue condenado a 12 años y medio en una prisión estatal. El 1 de mayo de 1939, Galante salió de la cárcel en libertad condicional.
En 1940, Galante llevaba a cabo "asesinatos por encargo" para Vito Genovese, el subjefe oficial de la familia criminal Luciano. Galante tenía fama de vicioso y la policía de Nueva York sospechaba que había participado en más de ochenta asesinatos. Al parecer, Galante tenía una mirada fría y mortecina, con unos ojos que delataban una indiferencia absoluta por la vida humana, lo que asustaba tanto a los agentes de la ley como a otros miembros de la Mafia. Ralph Salerno, un antiguo detective de la policía de Nueva York, dijo una vez: "De todos los gánsteres que he conocido personalmente, y he conocido a docenas de ellos en todos mis años, sólo había dos que, cuando los miraba directamente a los ojos, decidía que no me gustaría que se enfadaran personalmente conmigo. Aniello Dellacroce era uno y Carmine Galante era el otro. Tenían ojos malos, es decir, tenían ojos de asesinos. Podías ver lo aterradores que eran, la mirada gélida de un asesino".
En 1943, Galante supuestamente asesinó a Carlo Tresca, editor de un periódico antifascista de Nueva York. Genovese, que vivía exiliado en Italia, se ofreció a matar a Tresca como favor al primer ministro italiano Benito Mussolini. Genovese supuestamente dio el contrato de asesinato a Galante. El 11 de enero de 1943, Galante supuestamente disparó y mató a Tresca cuando salía de la oficina de su periódico en Manhattan, y luego se subió a un coche y se marchó. Aunque Galante fue detenido como sospechoso, nunca se presentaron cargos contra nadie por el asesinato. Tras el asesinato de Tresca, Galante fue enviado de nuevo a prisión por violar la libertad condicional. El 21 de diciembre de 1944, Galante fue puesto en libertad.

## Años posteriores
En 1953, el jefe Joseph Bonanno envió a Galante a Montreal, Quebec para organizar allí el negocio de drogas y los garitos de la familia. Trabajó con Vincenzo Cotroni de la familia criminal Cotroni en la Conexión francesa. Los Bonanno importaban grandes cantidades de heroína por barco a Montreal y luego la enviaban a Estados Unidos. La policía también calculó que Galante estaba recaudando beneficios del juego en Montreal por valor de unos 50 millones de dólares al año. En abril de 1956, debido a las fuertes tácticas de extorsión de Galante, el Gobierno canadiense lo deportó a Estados Unidos.
En octubre de 1957, Bonanno y Galante, ahora un consigliere, celebró una reunión en un hotel en Palermo, Sicilia sobre planes para importar heroína a Estados Unidos. Entre los asistentes se encontraban Lucky Luciano y otros mafiosos estadounidenses, con una delegación de la Mafia siciliana liderada por Giuseppe Genco Russo. Como parte del acuerdo, los mafiosos sicilianos vendrían a Estados Unidos para distribuir los narcóticos. Galante trajo a muchos jóvenes, conocidos como Zips, de su casa familiar de Castellammare del Golfo, Trapani, para trabajar como guardaespaldass, asesinos a sueldo y narcotraficantes.
En 1958, tras ser acusado de conspiración de drogas, Galante pasó a la clandestinidad. El 3 de junio de 1959, agentes de la Policía Estatal de Nueva Jersey detuvieron a Galante tras parar su coche en la Garden State Parkway, cerca de la ciudad de Nueva York. Los agentes federales habían descubierto recientemente que Galante se escondía en una casa en Pelican Island, frente a la costa de South Jersey. Tras pagar una fianza de 100.000 dólares, fue puesto en libertad. El 18 de mayo de 1960, Galante fue acusado de un segundo conjunto de cargos de narcóticos; se entregó voluntariamente.
El primer juicio por narcotráfico de Galante comenzó el 21 de noviembre de 1960; uno de sus coacusados era William Bentvena, un gambino que fue asesinado por los socios de Henry Hill James Burke y Thomas DeSimone. Desde el principio, el primer juicio se caracterizó por jurados y suplentes que abandonaban y exhibiciones coercitivas en la sala por parte de los acusados. El 15 de mayo de 1961, el juez declaró la anulación del juicio. El presidente del jurado se cayó por unas escaleras en un edificio abandonado en mitad de la noche y no pudo continuar el juicio debido a las lesiones. Galante fue condenado a 20 días de cárcel por desacato al tribunal. El 10 de julio de 1962, tras ser declarado culpable en su segundo juicio por narcóticos, Galante fue condenado a 20 años de prisión federal.

### Toma de poder
En enero de 1974, Galante salió de la cárcel en libertad condicional. Tras salir de la cárcel, Galante supuestamente ordenó bombardear las puertas del mausoleo privado de su enemigo Frank Costello en el cementerio de San Miguel, que había muerto en 1973.
El 23 de febrero de 1974, en una reunión en el Americana Hotel de Manhattan, la Comisión nombró jefe a Philip "Rusty" Rastelli. Cuando Rastelli fue enviado a prisión en 1976, Galante se hizo con el control de los Bonanova como jefe en funciones no oficial.
A finales de la década de 1970, Galante presuntamente organizó los asesinatos de al menos ocho miembros de la Familia Gambino, con la que mantenía una intensa rivalidad, para hacerse con el control de una operación masiva de tráfico de drogas.
El 3 de marzo de 1978, la Comisión de Libertad Condicional de Estados Unidos revocó la libertad condicional de Galante por presunta asociación con otros mafiosos Bonanno, y fue enviado de nuevo a prisión. Sin embargo, el 27 de febrero de 1979, un juez dictaminó que el gobierno había revocado ilegalmente la libertad condicional de Galante y ordenó su liberación inmediata.

### Muerte
Las familias del crimen de Nueva York se alarmaron ante el descarado intento de Galante de apoderarse del mercado de narcóticos. El jefe de la familia del crimen Genovese Frank Tieri comenzó a contactar con los líderes de la Cosa Nostra para crear un consenso para el asesinato de Galante, obteniendo incluso la aprobación del retirado Joseph Bonanno. En 1979, recibieron un impulso cuando el jefe oficial, Rastelli, solicitó la aprobación de la Comisión para matar a Galante. Joseph Massino, un soldado Bonanno leal a Rastelli, transmitió la petición a la Comisión, que rápidamente aprobó un contrato sobre Galante.
El 12 de julio de 1979, Galante fue asesinado justo cuando acababa de almorzar en un patio abierto del restaurante italiano Joe and Mary's, situado en el 205 de Knickerbocker Avenue, en Bushwick, Brooklyn. Estaba cenando con Leonard Coppola, capo de los Bonanno y leal a Galante, y con el propietario y primo del restaurante, Giuseppe Turano, un soldado de los Bonanno. También estaban sentados a la mesa los guardaespaldas sicilianos de Galante, Baldassare Amato y Cesare Bonventre. A las 14:45, 3 gatilleros con pasamontañas entraron en el restaurante, salieron al patio y dispararon escopetas y pistolas matandolos casi instantáneamente a Galante, Turano y Coppola. Una foto del Galante asesinado mostraba un puro todavía en su boca. Amato y Bonventre, los guardaespaldas de Galante, resultaron ilesos porque se presume que estaban en complicidad con los gatilleros. Y estos últimos, una vez Galante muerto, salieron corriendo del restaurante.

### Secuelas
La arquidiócesis católica de Nueva York se negó a permitir una misa de funeral para Galante debido a su notoriedad. Galante fue enterrado en el Cementerio de San Juan en Middle Village, Queens.
En 1984, Bonventre apareció asesinado en un almacén de Nueva Jersey, supuestamente para garantizar su silencio en el asesinato de Galante. El 13 de enero de 1987, Anthony Indelicato fue condenado a 40 años de prisión, como acusado en el Juicio de la Comisión, por los asesinatos de Galante, Coppola y Turano.
Galante aparece en el primer episodio de la serie documental Mafia's Greatest Hits, del canal de televisión histórico británico Yesterday.[cita requerida]

## Modus operandi
Su modus operandi fue establecer pizzerías en distintas ciudades de los Estados Unidos, en las cuales se vendía heroína y al mismo tiempo servían para efectuar el lavado de dinero.